# Pipiltin
I Pipiltzin (sing. pilli) erano la classe sociale aristocratica dell'Impero azteco precolombiano.
I membri della nobiltà ereditaria occupavano le principali posizioni del governo, dell'esercito e del clero. I Pipiltzin furono tra le cause del crollo dell'Impero azteco in quanto sovente creavano divisioni interne e spaccature anche nella classe dirigente con le loro lotte.
Gli aztechi ritenevano che i pipiltzin discendenti diretti dei tolotechi che già in precedenza regnavano sul Messico centrale. Il titolo venne mantenuto anche sotto gli aztechi a quanti si fossero distinti nella conquista dell'impero.
Il nome è inoltre da loro che deriva il popolo Pipil della costa occidentale di El Salvador, abitato dall'antichità appunto da discendenti dei tolotechi.